# Norbert Hofmann (Fußballspieler, 1972)
Norbert Hofmann (* 1. Januar 1972 in Mannheim) ist ein ehemaliger deutscher Fußballspieler.

## Aktive Laufbahn
In der Jugend spielte Hofmann beim Mannheimer Stadtteilklub TSV 47 Schönau, von wo aus er 1989 als 17-Jähriger zum SV Waldhof Mannheim wechselte. Nach dessen Abstieg aus der Bundesliga 1990 wurde der als flink und spielintelligent bezeichnete Hofmann von Trainer Günter Sebert vor Saisonbeginn zum Trainingslager mitgenommen. In der Folge entwickelte er sich zu einem Leistungsträger beim SV Waldhof in der 2. Bundesliga. Nachdem der Aufstieg mehrmals verpasst wurde, wechselte Hofmann nach dem Abstieg in die Regionalliga Süd 1997 zum VfL Bochum. In den Jahren zuvor hatte er Angeboten aus der Bundesliga widerstanden, zum Teil aus familiären Gründen. In Bochum spielte er zwei Jahre unter Klaus Toppmöller. Dort verhinderten Verletzungen und, Beobachtern zufolge, mangelnder Ehrgeiz den Durchbruch. Anschließend wechselte Hofmann zum 1. FC Saarbrücken, mit dem er nach einem Jahr in die 2. Bundesliga aufstieg. Nach insgesamt drei Jahren im Saarland sicherte sich 2002 die ambitionierte TSG 1899 Hoffenheim seine Dienste. Hofmann konnte sich dort allerdings nicht durchsetzen und wechselte nach zwei Jahren in die Zweite Mannschaft. Zur Saison 2005/06 wechselte er zum FSV Oggersheim, wo er nach einer weiteren Saison seine Karriere beendete. Hofmann bestritt als offensiver Mittelfeldspieler 58 Spiele in der Ersten und 245 Spiele in der Zweiten Bundesliga.